# NGC 2217
إن جي سي 2217 في علم الفلك (بالإنجليزية: NGC 2217 ) هي مجرة محدبة من تصنيف هابل (R)SB(rs)0/a ؛ وهي ترى في اتجاه كوكبة الكلب الأكبر. تبعد مجرة إن جي سي 2217 عن المجموعة الشمسية نحو 75 مليون سنة ضوئية ، ويبلغ قطرها نحو 100.000 سنة ضوئية.
اكتشفها العالم الفلكي جون هيرشل في 20 يناير 1835.
المجرة إن جي سي 2217 هي أحد أعضاء عنقود مجرات، وتصنف بأنها مجرة حلزونية ضلعية.
يتميز شكلها بشكل الدوامة . ويمكن مشاهدة ضلع أو قضيب مضيء في وسطها ممتلئ بالنجوم في وسط حلقة بيضوية . كما تظهر فيها إلى الخارج عدة أذرع حلزونية مكونة حلقة حول المجرة.
تلعب الأضلاع المركزية دورا هاما في تطور المجرة . فهي يمكنها تسريب غازات إلى ناحية المركز، تسقط وتغذي ثقبا أسودا في مركز المجرة ؛ كما تساعد على تولّد نجوما جديدة.

## اقرأ أيضا
- نزع مديجزري
- اصتدام المرأة المسلسلة بدرب التبانة
- مجرتا الهوائيات
- مجرتي الفئران
- أرب 299
- إن جي سي 2207
- مستعر أعظم نوع 1 ب ومستعر أعظم نوع 1 سي
- مستعر أعظم نوع 2
- مستعر أعظم 1987 إيه